# Простір розуму
Простір розуму (англ. Mindfield) — канадський трилер. Основою для фільму послужили факти з опублікованої в 1977 році статті в «Нью-Йорк Таймс». У ній докладно розповідалося про скандал, що вибухнув у Монреалі у зв'язку з викриттям таємної операції ЦРУ по «промиванню мізків» своїм колишнім співробітникам, які багато що знали про діяльність організації.

## Сюжет
Коли поліцейський детектив Келлен О'Рейлі вбиває злочинця, це викликає травматичну дію на пам'ять. Його починають мучити спогади і галюцинації. Він дізнається що був предметом експерименту ЦРУ із впливу ЛСД на свідомість.

## У ролях
- Майкл Айронсайд — Келлен О'Рейлі
- Ліза Ланглуа — Сара Парадіс
- Крістофер Пламмер — доктор Саторіус
- Стефан Водославскі — Раоло Басутті
- Шон МакКенн — Руді
- Роберт Мореллі — Джулі «Джус»
- Джордж Спердакос — Лео Слоукос
- Клер Роджер — Марго
- Юджин Кларк — Х'ю Маквей
- Джеймс Берден — Едді
- Гаррі Аткін — Боб Шамплен
- Говард Джером — Джонні Ронс
- Том Рек — Майк
- Кеннет В. Робертс — Алабама Білл
- Майкл МакГіллl — Бенні
- Барбара Джонс — Тереза
- Джейкоб Тірні — Маріо
- Ентоні Парр — сержант Леченс
- Майкл Синельніков — суддя
- Джанін Манатіс — доктор Гаррієт Мендель
- П'єр Шаньон — представник профспілки
- Йен МакДональд — член профспілки
- Надя Параді — Жанна-Марі
- Кармен Ферланд — працівник банку
- Стів Еткінсон — молодий Келлен
- Жан Архамбалт — фармацевт
- Мішель Турмель — касир
- Еме Кастл — маленька дівчинка
- Расселл Юень — доктор Том Люк
- Катя Роджер — Дезіре
- Паскаль Редут — офіціантка
- Крістіна Кей — повія
- Роберт Остерн — людина біля Майка
- Режан Говен — поліцейський
- Річард Жютра — поліцейський
- Обер Паллачіо — капітан Борко